# Ready or Not (série)
Ready or Not (br: Tudo em Cima) foi uma série de televisão canadense do gênero “teen drama” (drama voltado para adolescentes), criado por Alyse Rosenberg, através da Insight Production Company, distribuído pela CanWest Global Communications e apresentado pela Showtime Movie Channel e mais tarde pelo Disney Channel entre 1998 a 2000. As cinco temporadas completas foram também apresentadas pela Global Television Network, entre 01 de janeiro de 1993 a 01 de janeiro de 1997, num total de 65 episódios, de aproximadamente 30 minutos cada. No Brasil, a série foi exibida pela Globo, primeiramente nas tardes de sábado, em 1994, após o Xuxa Park. Posteriormente, passou a ser exibida nas madrugadas de sexta para sábado.

## Sinopse
Conta a história de duas adolescentes, Amanda Zimm e Busy Ramone, durante as lutas e transformações da vida e como elas lidam com a adolescência, meninos, família, escola e amigos.
O espetáculo era centrando nas crônicas de vida de duas adolescentes Amanda Zimm e Elizabeth “Busy” Ramone, ao longo dos anos, da escola mediana para a secundária. A série tratava de diversos problemas da adolescência feminina desde a puberdade, namorados, primeiro beijo, e outros, além de problemas do cotidiano, alguns deles incluíam racismo, homofobia, comer fora de hora, etc.
A personalidade das duas garotas principais eram bem diferentes o que provocava um contraponto muito interessante. O seriado teve seu início com um pequeno telefilme denominado “Thirty-Two Doublé A” e logo os produtores sentiram que ele tinha potencial para se tornar popular e assim foi transformado numa série semanal de televisão.
Ao longo das cinco temporadas, as meninas amadureceram do sexto grau ao nono. O espetáculo chega ao final quando uma das personagens principais, Amanda Zimm, se muda para West Coast, deixando para trás sua melhor amiga Busy Ramone.

### Elenco
- Laura Bertram como Amanda Zimm
- Lani Billard como Elizabeth "Busy" Ramone
- Gail Kerbel como Phyllis Zimm
- John Lefebvre como Leonard Zimm
- Diana Reis como Lucy Ramone
- Gerry Mendicino como Sam Ramone
- Joseph Griffin como Manny Ramone
- Fab Filippo como Dominick "Dom" Ramone
- Noah Plener como Frankie Ramone
- Amy Smith como Chrissy
- Tamara Podemski como Carla Slavinski
- Rebecca Bernstein como Nina Pepperman
- Benjamin Plener como "Monkey Ears" Michael
- Amos Crawley como Sag
- Omari Moore como Troy Edwards

### Episódios
Primeira Temporada
- 101 - Thirty-Two Double A
- 102 - Smoke Screen
- 103 - Model Perfect
- 104 - Busy's Curse
- 105 - The Big Gulp
- 106 - Members Only
- 107 - The Worst Thing That Happened and The Best Thing That Didn't
- 108 - He Loves Me, He Loves Me Not
- 109 - Double Talk
- 110 - Black or White or Maybe Grey
- 111 - Origins of Man
- 112 - Wild Life
- 113 - Tricky Kisses

Segunda Temporada
- 201 - Beyond the Birds and the Bees
- 202 - First Date
- 203 - Family Therapy
- 204 - Poor Little Rich Girl
- 205 - A Little White Lie
- 206 - White Girls Can't Jump
- 207 - Break Up
- 208 - Amanda's Romance
- 209 - Dear Troy
- 210 - The New Deal
- 211 - Monkey See, Monkey Do
- 212 - Flunky
- 213 - Am I Perverted or What?

Terceira Temporada
- 301 - My Buddy Buddy
- 302 - The Last Hurrah
- 303 - Tongue Tied
- 304 - Under One Roof
- 305 - Crossing the Line
- 306 - Three's a Crowd
- 307 - Crater Face
- 308 - Thin Ice
- 309 - Swear to God
- 310 - Just Friends
- 311 - Sweet Thirteen
- 312 - Sister, Sister
- 313 - Nothing in Common

Quarta temporada
- 401 - First Day of Junior High
- 402 - The Grass is Greener
- 403 - Where Do I Belong?
- 404 - Glamour Girl
- 405 - I Do, I Don't
- 406 - The Girlfriend
- 407 - Prince Charming
- 408 - Family Album
- 409 - First Serious Party
- 410 - Heroes
- 411 - Warts and All
- 412 - Girls Night In
- 413 - What's Yours is Mine

Quinta Temporada
- 501 - Coming Home
- 502 - Your Fifteen Minutes are Up
- 503 - Cross My Heart
- 504 - Your Own Money
- 505 - Let Me Make My Own Mistakes
- 506 - When a Kiss is Just a Kiss
- 507 - Get a Life
- 508 - Saint Carla
- 509 - Graduation
- 510 - Second Generation
- 511 - All or Nothing
- 512 - Great is...Great
- 513 - Hello, Goodbye